# Rullstorf

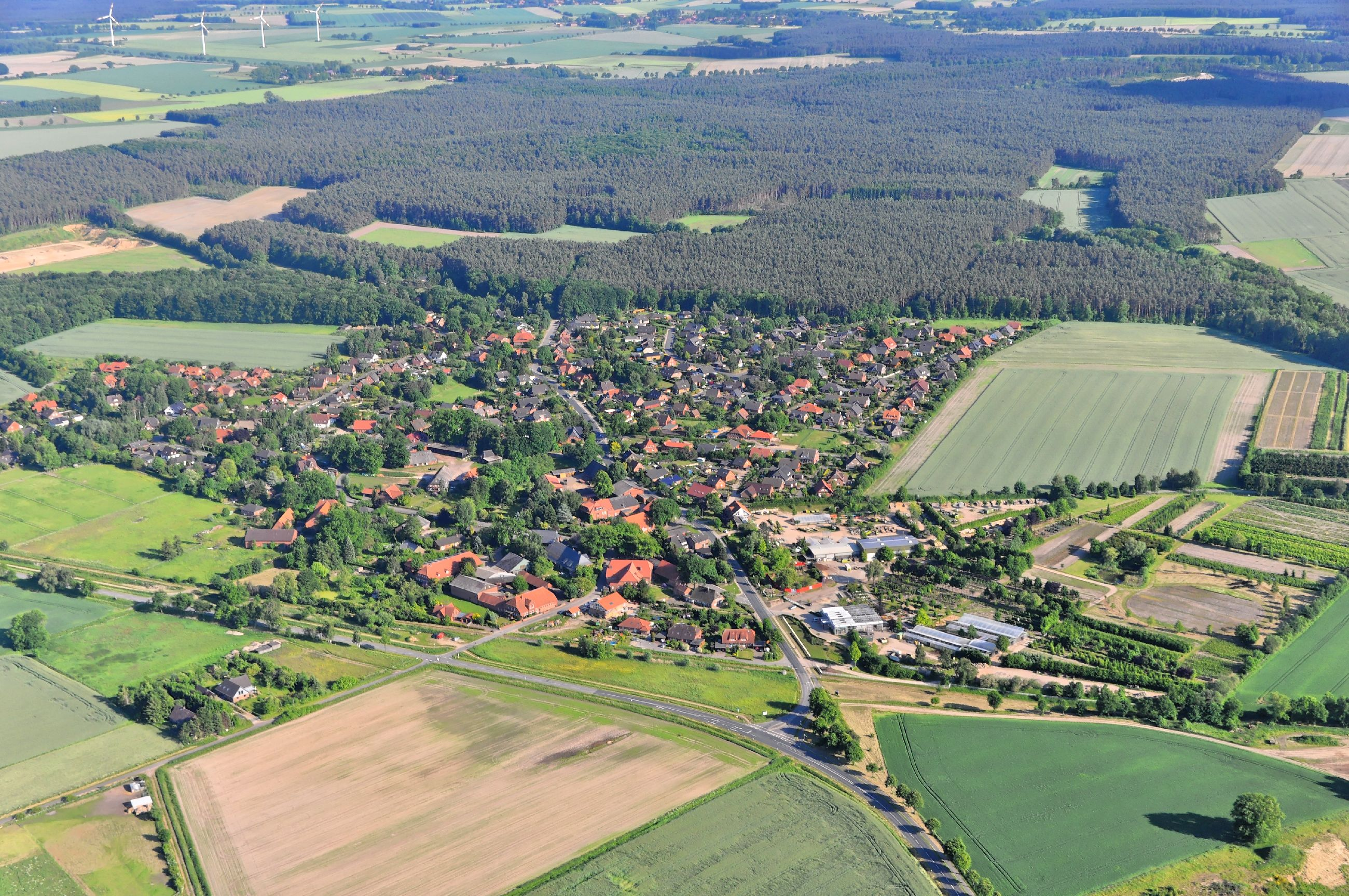
Luftbild (2013)

Rullstorf ist eine Gemeinde im Landkreis Lüneburg in Niedersachsen (Deutschland).

## Geografie

### Geografische Lage
Rullstorf liegt westlich des Naturparks Elbufer-Drawehn. Die Gemeinde gehört der Samtgemeinde Scharnebeck an, die ihren Verwaltungssitz in der Gemeinde Scharnebeck hat.

### Gemeindegliederung
- Boltersen
- Kronsberg
- Rullstorf
- Plangenmoor
- Neu Rullstorf
- Neu Boltersen

## Geschichte
Die Umgebung von Rullstorf ist seit Jahrtausenden besiedelt. Bei Ausgrabungen des Niedersächsischen Landesamtes für Denkmalpflege auf der Anhöhe des Kronsberges wurden die Reste eines Langhauses entdeckt, das sich anhand von Keramikfunden auf etwa 4000 Jahre vor Christus datieren ließ. Dabei handelt es sich um das älteste nachgewiesene Haus im Gebiet des heutigen Niedersachsens. Die zwischen 1979 und 2009 durchgeführten Grabungen zeigten, dass es seit der Bronzezeit über die Zeit der Langobarden und der Altsachsen bei Rullstorf eine kontinuierliche Besiedlung gab.

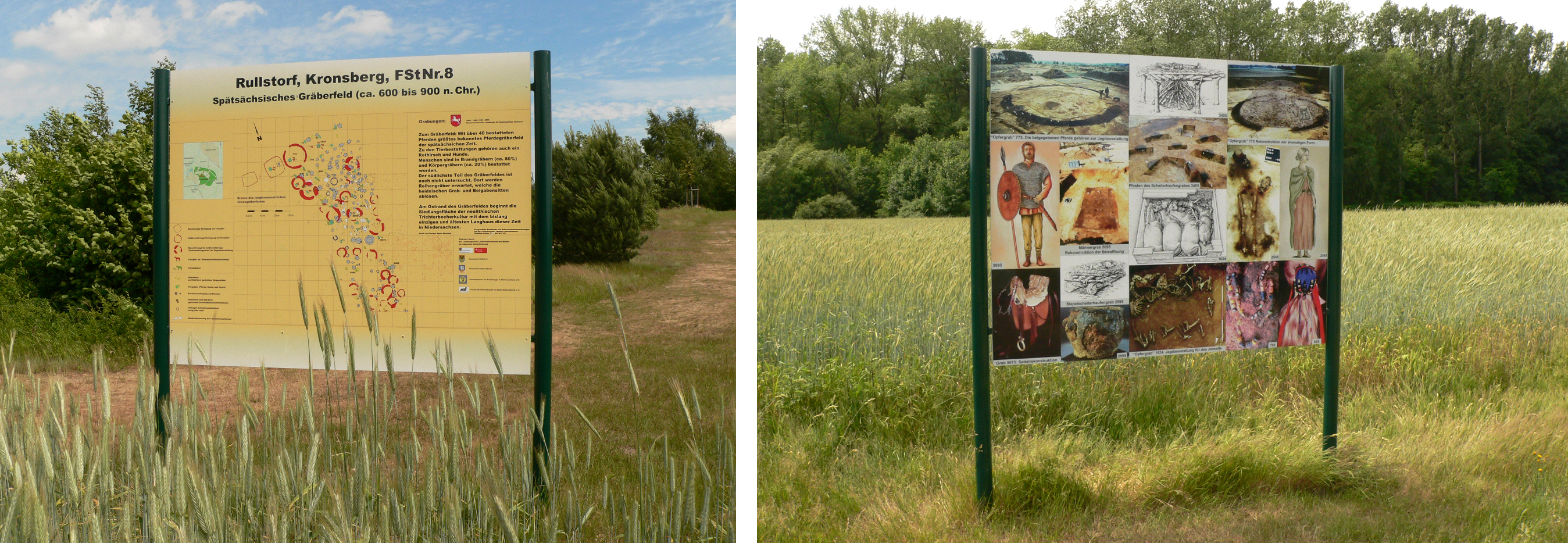
Informationstafel (Vor- und Rückseite) zu den archäologischen Untersuchungen am Kronsberg

Bei den Ausgrabungen wurde ein Pferdegräberfeld entdeckt. Es ist eines der größten in Deutschland und gilt als größter bekannter spätsächsischer Pferdefriedhof. Auf dem Areal wurden 42 Pferde bestattet, in der Regel lagen sie mit dem Kopf Richtung Süden. Das im Jahr 2000 ausgegrabene Pferd im Pferdegrab 5075, das als Grabbeigabe zu einer Scheiterhaufenbestattung mit kompletter Reitausrüstung bestattet wurde, war jedoch genau entgegengesetzt ausgerichtet. Kein anderes der in Rullstorf bestatteten Pferde wurde mit Sattel, Trense oder anderem Zubehör begraben. Die Funde erlauben eine Rekonstruktion der sächsischen Reitausrüstung des 7. Jahrhunderts, die im Deutschen Pferdemuseum in Verden an der Aller gezeigt wird.
Um das Jahr 1150 wurde der Ort Rullstorf als Rundling gegründet. Beim Ort beginnt die Lüneburger Landwehr, eine um 1480 errichtete Wallanlage. Sie reichte ursprünglich von Rullstorf in südlicher Richtung über Neu Wendhausen bis nach Deutsch Evern.

## Eingemeindungen
Am 1. März 1974 wurde die Nachbargemeinde Boltersen eingegliedert.

## Politik
Die Gemeinde Rullstorf gehört zum Landtagswahlkreis 48 Elbe und zum Bundestagswahlkreis 38 Lüchow-Dannenberg – Lüneburg.

### Gemeinderat
Der Gemeinderat aus Rullstorf setzt sich aus elf Ratsfrauen und Ratsherren zusammen. Die Ratsmitglieder werden durch eine Kommunalwahl für jeweils fünf Jahre gewählt.
Bei der Kommunalwahl 2021 ergab sich folgende Sitzverteilung:
| Gemeinderat 2021Insgesamt 11 Sitze - SPD: 1 - Grüne: 3 - BRB: 4 - CDU: 3 |

Vorherige Sitzverteilungen:
| Wahljahr | BRB                                                        | CDU | Grüne | SPD | Gesamt   |
| 2016     | 4                                                          | 3   | 3     | 1   | 11 Sitze |
|          | __________________________ BRB: Bürger Rullstorf Boltersen |     |       |     |          |

### Bürgermeister
Der ehrenamtliche Bürgermeister ist Peter Müller

## Verkehr
Der Haltepunkt Rullstorf liegt an der Bahnstrecke Lüneburg–Bleckede. Die Gemeinde ist über verschiedene Land- und Kreisstraßen an das Verkehrsnetz angebunden.